# Diastictis viridescens
Diastictis viridescens là một loài bướm đêm trong họ Crambidae.